# Frihetens klassiker
Frihetens klassiker (ISBN 9175664046) är en bok som innehåller texter från historiska liberala tänkare. Den utgavs av Timbro förlag 2003 med Mattias Bengtsson och Johan Norberg som redaktörer.

## Medverkande författare
- Johan Henric Kellgren
- Voltaire
- Thomas Paine
- Thomas Jefferson
- Mary Wollstonecraft
- Immanuel Kant
- Wilhelm von Humboldt
- Benjamin Constant
- Jeremy Bentham
- David Ricardo
- Philip Harwood
- Étienne de La Boétie
- Bartholomé de Las Casas
- John Milton
- The Levellers
- John Locke
- Bernard de Mandeville
- David Hume
- Jacques Turgot
- Anders Chydenius
- Adam Smith
- Richard Cobden
- Alexis de Tocqueville
- Frédéric Bastiat
- Erik Gustaf Geijer
- Johan August Gripenstedt
- Herbert Spencer
- John Stuart Mill
- Lysander Spooner
- Lord Acton
- E L Godkin
- Torgny Segerstedt
- Eli F Heckscher
- Gustav Cassel
- Isabel Paterson
- Rose Wilder Lane
- Vilhelm Moberg
- Karl Popper
- Friedrich Hayek
- Michael Polanyi
- Ludwig von Mises
- Wilhelm Röpke
- Milton och Rose Friedman
- Ayn Rand
- Robert Nozick
- Isaiah Berlin
- Charles Murray
- Mario Vargas Llosa